# Krucyfiks Imervarda

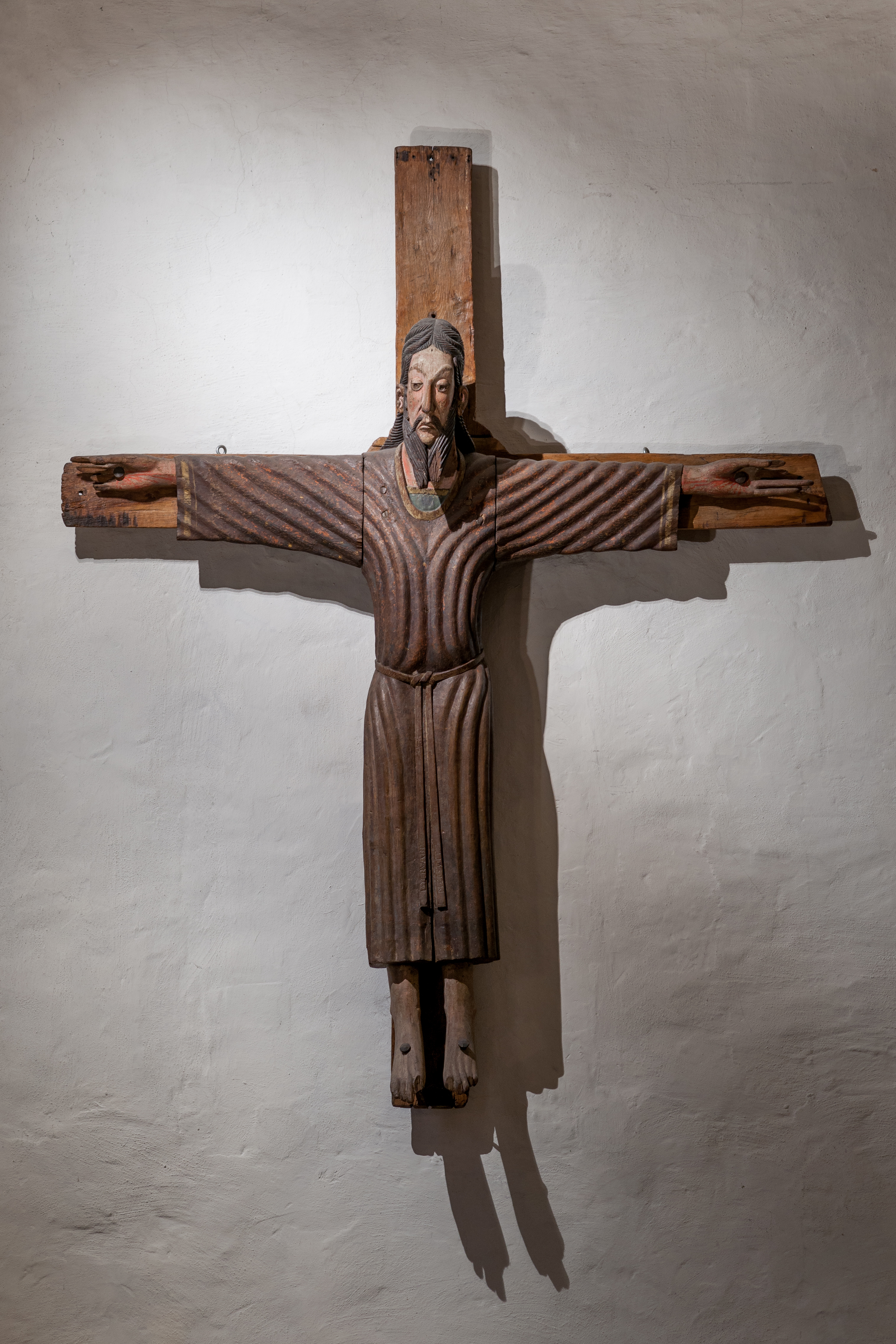
Krucyfiks Imervarda

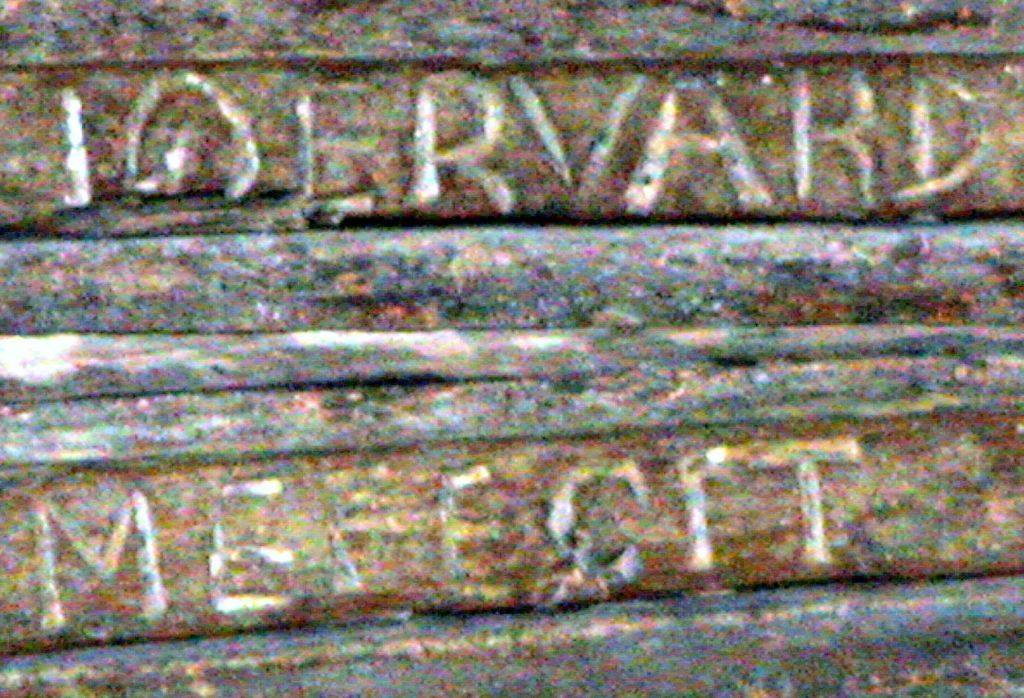
Imervard me fecit - inskrypcja na krucyfiksie

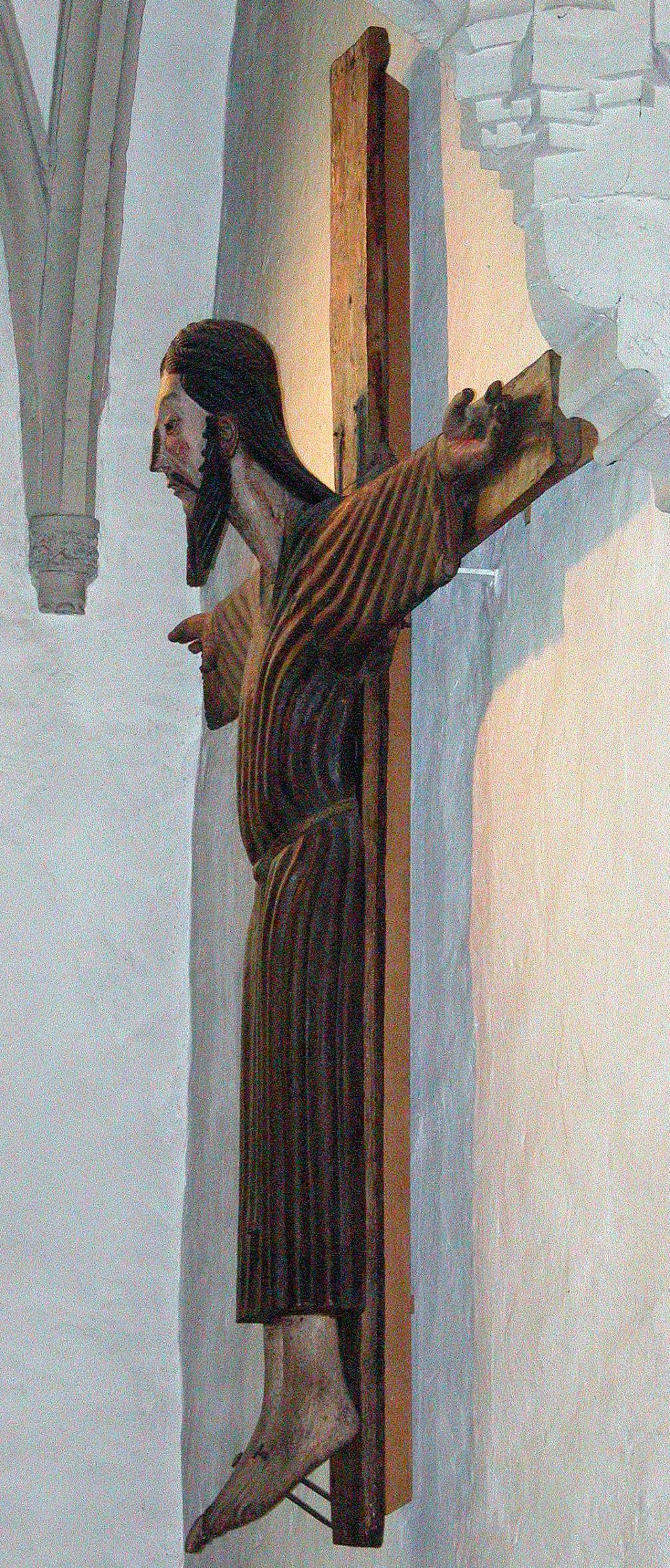
Widok z profilu

Krzyż Imervarda (niem. Imervard-Kreuz) – drewniany krucyfiks pochodzący z przełomu VIII/IX wieku. Znajduje się wewnątrz romańskiej Katedry Św. Błażeja w Brunszwiku.

## Rys historyczny
Krucyfiks Imerwarda wiązany jest z dawnym ołtarzem Świętego Krzyża poświadczonym według źródeł pisanych w 1150. Dawny ołtarz znajdował się na osi katedry, podobnie jak tumba Henryka Lwa i Matyldy oraz fundacje pary książęcej: ołtarz NMP i świecznik siedmioramienny. O znaczeniu krucyfiksu decydowały także umieszczone wewnątrz relikwie takiej rangi jak fragment korony cierniowej i relikwia Krwi Pańskiej, ponadto, według danych z 1881 znaleziono 30 rozmaitych pamiątek po świętych. Dzieło to było wielokrotnie przenoszone do różnych miejsc katedry. W połowie XVII w. krucyfiks został przeniesiony do krypty, w 1861 do wnętrza westwerku, a następnie umieszczony został w absydzie północnego transeptu. Podczas II wojny światowej dzieło ewakuowano, powróciło do świątyni w 1956. Umieszczono go w obecnym miejscu - przy ścianie wschodniej nawy północnej.

## Opis i analiza
Na równoramiennym krzyżu, zbliżonym do krzyża greckiego (wymiary 2,77 m × 2,66 m) wisi przybity czterema gwoździami Chrystus, ubrany w długą, przepasaną tunikę (zwaną tunica manicata), z charakterystycznym "kanelowanym" układem fałdów i zachowanymi śladami barwnej polichromii. Tunika była granatowa i ozdobiona motywem złotych gwiazd. Głowa Chrystusa jest znacznie wydłużona. Chrystus ukazany jest frontalnie ma szeroko otwarte oczy, a jego wzrok jest w sposób sugestywny skierowany w stronę modlącego się. Charakterystyczny dla tego typu ikonograficznego jest układ ciała Chrystusa - zarówno jak nogi, jak ramiona są ułożone zgodnie z liniami krzyża.
Krucyfiks ten jest przykładem średniowiecznego przedstawienia Ukrzyżowanego w typie Volto Santo (Święte Oblicze). Według tradycji wizerunek ten miał wykonać sam Nikodem, potem dzieło było przez długie lata ukryte, aż do VIII w. W 782, kiedy biskup Gualfred wyruszył na pielgrzymkę na Wschód, podczas jego odpoczynku przyśniło mu się "Sacratissimus Vultus a Nicodemo sculptus" - Najświętsze Oblicze wyrzeźbione przez Nikodema. Wówczas na terenie Cesarstwa Północnego panował ikonoklazm zabraniający przedstawiania wizerunków świętych. Zdobywszy tajemnicę przechowywania Świętego Oblicza, odnalazł tę relikwię i przeniósł ją do Lukki.
Pierwowzorem tego typu jest krucyfiks z katedry Św. Marcina w Lukce w zachodniej Toskanii. Zachowany do dziś krucyfiks z Lukki pochodzi z przełomu XII i XIII w. Statyczna postać ukrzyżowanego Chrystusa, o otwartych oczach charakterystyczna jest również dla dzieł znanych jako krucyfiksów triumfalnych, których treść poświadcza zwycięski wymiar śmierci Zbawiciela.
Na dwóch równolegle zwisających końcówkach pasa (cingulum) wiążącego tunikę można dostrzec łacińską inskrypcję pisaną rzymską antykwą: „IMERVARD ME FECIT“ („Imerward mnie stworzył“).